# Halbleiterschaltungstechnik
Halbleiterschaltungstechnik ist ein Zweig der Halbleiterelektronik und der Schaltungstechnik, der sich mit dem Entwurf und der Entwicklung von elektronischen Schaltungen mit Halbleiterbauelementen befasst, meist Transistorschaltungen. Diese Technik grenzt sich von der allgemeinen Elektronik insofern ab, als hier der Entwurf von integrierten Schaltkreisen im Vordergrund steht und die technologischen Besonderheiten der Bauelemente im Design berücksichtigt werden müssen.